# Hồng Quang, Hưng Yên
Hồng Quang là một xã thuộc tỉnh Hưng Yên, Việt Nam.

## Địa lý
Xã Hồng Quang nằm ở phía đông tỉnh Hưng Yên, có vị trí địa lý:
- Phía đông nam giáp xã Đoàn Đào.
- Phía tây giáp xã Lương Bằng.
- Phía nam giáp xã Hoàng Hoa Thám.
- Phía bắc giáp xã Nguyễn Trãi.

## Lịch sử
Ngày 16 tháng 6 năm 2025, Ủy ban Thường vụ Quốc hội ban hành Nghị quyết số 1666/NQ-UBTVQH15 về việc sắp xếp các đơn vị hành chính cấp xã của tỉnh Hưng Yên năm 2025. Theo đó, sắp xếp toàn bộ diện tích tự nhiên, quy mô dân số của các xã Hồ Tùng Mậu, Tiền Phong, Hạ Lễ và Hồng Quang thành xã mới có tên gọi là xã Hồng Quang.

## Giao thông
Xã Hồng Quang có tỉnh lộ 200 và tỉnh lộ 205 chạy qua.